# Nicolas Seydoux
Pour les autres membres de la famille, voir Famille Seydoux.
Nicolas Seydoux, né le 16 juillet 1939 à Paris 7e, est un dirigeant d'entreprises français, président du conseil de surveillance de Gaumont.

## Biographie

### Famille
Nicolas Seydoux est le fils du géophysicien René Seydoux, secrétaire général de l'École libre des sciences politiques et président de Schlumberger, et de Geneviève Schlumberger, fille de Marcel cofondateur éponyme de l'entreprise Schlumberger Limited et donc héritier de la famille Schlumberger et descendant de François Guizot. Il est également le frère de Jérôme Seydoux et de Michel Seydoux. Il est aussi le grand-oncle de l'actrice française Léa Seydoux. Il est marié à Anne-Marie Cahen-Salvador, fille de Jean Cahen-Salvador, décédée en 2016.

### Formation
Nicolas Seydoux est diplômé de l'Institut d'études politiques de Paris et licencié en droit et en sciences économiques.

### Le droit et la finance
Il devient directeur du département juridique de la Compagnie internationale pour l'informatique de 1967 à 1970, avant d'obtenir un poste de conseiller financier à la banque d'investissements Morgan Stanley à New York et à Paris jusqu'en 1974[réf. nécessaire].

### La présidence de Gaumont
Il se lance alors dans la production de cinéma, aux côtés de deux camarades d'études, Daniel Toscan du Plantier et Jean-Pierre Rassam. À cette époque, il a notamment produit le Don Giovanni de Joseph Losey et La Traviata.
En 1974, Nicolas Seydoux devient vice-président-directeur général de Gaumont.
De 1975 à 2004, Nicolas Seydoux est président-directeur général du Groupe Gaumont, une des plus anciennes sociétés de cinéma au monde.
Il contribue à la naissance d'un film culte comme Le grand bleu de Luc Besson et à quatre grands succès de la comédie réalisés par Jean-Marie Poiré : L'Opération Corned-Beef, Les Visiteurs, Les Anges gardiens, Les Couloirs du temps : Les Visiteurs 2[réf. nécessaire].
L'entreprise demeure un des plus importants producteurs et distributeurs de cinéma en France. Grâce à Jean-Louis Renoux, directeur général, Gaumont devient une référence française en matière d'exploitation cinématographique. Gaumont fait figure d'entreprise innovante avec la création du projet cinéma numérique sous la responsabilité technique de Philippe Binant.
Depuis le 27 juin 2001, Nicolas Seydoux recentre les activités du Groupe Gaumont sur les métiers de la production et de la distribution[réf. nécessaire]. 
En 2004, Nicolas Seydoux cède le poste de direction à sa fille, Sidonie Dumas, et reste président du conseil de surveillance de Gaumont.

### Lutte contre la contrefaçon
Nicolas Seydoux est président depuis 2002 de l'Association de lutte contre la piraterie audiovisuelle (Alpa).

### Culture
Nicolas Seydoux est président du Forum d'Avignon - Culture, économie, média. Il est vice-président du conseil de surveillance d'Arte France depuis 2003 et président de l'Assemblée générale d'Arte GEIE depuis 2016.

### Affaire judiciaire
Le Parquet national financier ouvre en 2021 une enquête à son encontre pour « fraude fiscale aggravée, blanchiment, et association de malfaiteurs », le soupçonnant d’être bénéficiaire de trusts non déclarés implantés au Canada.

## Décorations
- Commandeur de l'ordre national du Mérite (2004)
- Commandeur de la Légion d'honneur ; officier depuis le 18 mars 1998, il est promu au grade de commandeur de l'ordre national de la Légion d'honneur le 14 juillet 2011[13].
- Commandeur de l'ordre des Arts et des Lettres (2015)[14]